# Canales de la Sierra
Canales de la Sierra település Spanyolországban, La Rioja autonóm közösségben. Canales de la Sierra Valle de Valdelaguna községgel határos. Lakosainak száma 82 fő (2024).

## Népesség
A település népessége az elmúlt években az alábbi módon változott:
| Lakosok száma | 87   | 90   | 86   | 80   | 88   | 73   | 87   | 91   | 83   | 82   |
|               | 2001 | 2004 | 2007 | 2009 | 2012 | 2014 | 2017 | 2019 | 2022 | 2024 |